# Abjat-sur-Bandiat
Abjat-sur-Bandiat là một xã của Pháp, nằm ở tỉnh Dordogne trong vùng Nouvelle-Aquitaine của Pháp. Xã này có diện tích 27,62 km2. dân số năm 2006 là 640 người. Xã nằm ở khu vực có độ cao trung bình 268 m trên mực nước biển.

## Thông tin nhân khẩu
| Năm    | 1962 | 1968 | 1975 | 1982 | 1990 | 1999 | 2006 |
| ------ | ---- | ---- | ---- | ---- | ---- | ---- | ---- |
| Dân số | 949  | 837  | 716  | 687  | 693  | 624  | 640  |